# 下韦杜加农村居民点
下韦杜加农村居民点（俄语：Нижневедугское сельское поселение）是俄罗斯联邦沃罗涅日州谢米卢基区所属的一个农村居民点。其下辖有8个居民点，行政中心为下韦杜加。据2016年统计，该农村居民点的人口为2480人。